# Запад (политическое движение)
«Запад» (фр. Occident) — французская ультраправая молодёжная организация 1964—1968. Стояла на позициях крайнего национализма, атлантизма и жёсткого антикоммунизма с выраженными неофашистскими чертами. Практиковала уличное насилие против коммунистов и левых, выступала также против голлистского режима Пятой республики. Активно участвовала в столкновениях «Красного мая 1968». Преследовалась властями, запрещена как экстремистская. Впоследствии лидеры «Запада» стали системными политиками правого направления, функционерами крупных партий, депутатами и министрами.

## Создание
С 1960 во Франции действовала Федерация студентов-националистов (FEN) — крайне правая молодёжная организация, выступавшая за сохранение Французского Алжира, против марксизма, либерализма и правящего голлизма. Среди активистов FEN были Ален Мадлен, Жерар Лонге, Ален Робер, Патрик Деведжян. В 1963 в руководстве FEN возникли разногласия. Лидер организации Франсуа д’Орсиваль решил снизить уличную активность. Мадлен, Лонге, Робер и их сторонники не подчинились этому решению. В начале 1964 парижская организация FEN была распущена.
23 апреля 1964 вышедшие из FEN парижские активисты — Ален Мадлен, Жерар Лонге, Ален Робер, Патрик Деведжян, Франсуа Дюпра, Жан-Клод Жакар,Фредерик Бриго, Филипп Аслен, Пьер Барру — учредили движение Occident — Запад. Возглавил организацию ультраправый политик Пьер Сидос — сын казнённого коллаборациониста, основатель неофашистских групп Молодая нация и Националистическая партия. Обе организации в 1958—1959 были запрещены как экстремистские, Сидос побывал под следствием по путчу генералов. Движение «Запад» стало очередным политическим проектом Сидоса.
Первоначально, под руководством Сидоса, «Запад» являл собой крайне правую группировку традиционного толка. Идеология воспроизводила установки коллаборационистского режима Виши и «мятежных лиг» типа Аксьон франсез. Философская доктрина основывалась на сочинениях Шарля Морраса и Робера Бразийака. Культивировалась ностальгия по старому порядку, осуждалась Великая революция XVIII века. Пропагандировались шовинизм, белый расизм, фашизм, колониальное имперство. Резко обличались коммунизм, либерализм, и «масонская Пятая республика». На президентских выборах 1965 «Запад» поддерживал кандидатуру крайне правого Жан-Луи Тиксье-Виньянкура, адвоката боевиков ОАС.
Традиционализм Сидоса не устраивал молодую генерацию «Запада» — выходцев из FEN, новые кадры из среды студенчества и старших школьников. В 1965 Сидос вынужден был покинуть основанную им организацию. Новое «коллективное руководство» — Ален Мадлен, Жерар Лонге, Патрик Деведжян, Ален Робер, Жан-Жиль Мальяракис — актуализировали политическую повестку «Запада». Был провозглашён разрыв со «стариками, живущими памятью поражений и предательств». Акцентировались революционность движения, его молодёжный характер. Национализм и антикоммунизм стали подаваться в более современной версии. Важное место в дискурсе занял атлантизм.

## Структура, идеи, действия

### Отряд Холодной войны
Численность движения была невелика: по разным оценкам от восьмисот до полутора тысяч человек. Однако организованные группы «западников» действовали в разных регионах Франции — Париже, Лангедоке, Провансе, Нормандии, Бретани. Руководящим центром с 1966 являлся Центральный секретариат из десяти человек. Доктринальными темами заведовал Жерар Лонге, пропагандой — Франсуа Дюпра, акциями прямого действия — Ален Робер, оргструктурой — Хуг Леклер, остальные шестеро курировали региональные организации. Руководящее положение занимали также Ален Мадлен, Патрик Деведжян, Жан-Жиль Мальяракис, Филипп Аслен, Серж Николаи, Эрве Новелли.
Доктринальным стержнем стала защита свободного Запада, борьба против тоталитарного марксистско-коммунистического Востока. Впоследствии Ален Мадлен говорил о радикальном противостоянии системе, породившей ГУЛАГ, Большой террор и камбоджийский геноцид. Национальные интересы Франции рассматривались в общезападном контексте. «Запад» позиционировался не столько в традициях французских правых, сколько в реалиях Холодной войны 1960-х. Организация исходила из конкретного противостояния мировому коммунизму, СССР, КНР и их союзникам. В этом противостоянии «Запад», в отличие от большинства французских правых, готов был действовать заодно с США. Политика президента Шарля де Голля с его особыми позициями в основных конфликтах, дистанцированием от США, выходом из НАТО расценивалась как объективно антизападная и потворствующая коммунизму.
Ушёл мотив колониальной ностальгии, деколонизация признавалась свершившимся фактом. Ставилась задача утверждения западных ценностей и западной системы в «Третьем мире». «Запад» активно поддерживал американо-сайгонскую сторону Вьетнамской войны. Организация приветствовала свержение Сукарно в Индонезии, антикоммунистическую кампанию Сухарто. Звучали призывы «повторить Джакарту» — физически расправиться с коммунистами по индонезийскому примеру. С энтузиазмом был принят переворот чёрных полковников в Греции.
Главным историческим авторитетом являлся Морис Баррес. В качестве политических союзников «Запада» рассматривались Европа — Действие Доминика Веннера и Республиканский альянс за свободу и прогресс Тиксье-Виньянкура.

### Акты политического насилия
Во внутренней французской политике «Запад» считал необходимым силовое подавление всех коммунистических тенденций — ФКП, леворадикалов, троцкистов и маоистов. Самые резонансные акции пришлись на 1966—1967. В мае 1966 боевики «Запада» нападали на постановщиков и зрителей пьесы драматурга-коммуниста Жана Жене и книжный магазин Франсуа Масперо, в октябре — на собрание в поддержку ДРВ и Вьетконга. В ноябре они устроили массовую драку на левом митинге около университетского ресторана в Нантере, при этом был ранен Паскаль Боницер. В декабре 1966 во время нападений «Запада» на антивоенные митинги у учебных заведений пострадали Пьер Руссе и другие левые активисты. Такие действия в сочетании с революционно-националистической риторикой давали основания характеризовать движение как неофашистское.
В ноябре 1967 десятки «западников» приехали из Парижа в Руан и атаковали сторонников ДРВ и Вьетконга в кампусах Руанского университета. Несколько человек получили серьёзные ранения, в том числе корреспондент Le Monde. Полиция арестовала около двадцати боевиков, следствие проводилось жёсткими методами. Тринадцать человек, в том числе Мадлен, Лонге, Деведжян, Робер, Мальяракис были приговорены к тюремному заключению и штрафам. Однако сроки по приговорам оказались непродолжительны, штрафы невелики.
Зима 1967/1968 стала кризисным периодом движения. При всей активности «Запада», было очевидным отставание ультраправых от левого движения. В декабре 1967 движение покинули Мальяракис и Деведжян. Лидеры «Запада» стали искать союза с более крупными правыми формированиями. С января 1968 «Запад» примкнул к Объединённому фронту поддержки Южного Вьетнама, во главе которого стоял ветеран Индокитайской войны Роже Олендр. Накалилось противостояние в студенческих кампусах, участились физические столкновения «западников» с коммунистами и леворадикалами.

### Раскол и запрет
События «Красного мая» 1968 стали потрясением для «Запада». В движении возник раскол. Большинство активистов дистанцировались от событий, не желая поддерживать ни протестующих леворадикалов, ни правящих голлистов. Другие присоединялось к левацким протестам против ненавистного де Голля. Ален Мадлен и его единомышленники исходили прежде всего из антикоммунизма и сомкнулись с правым крылом голлизма.
Они вступали в физические столкновения с леваками. 3 мая 1968 колонна «западников» во главе с Мадленом и Робером выдвинулась к Сорбонне и схватилась в уличной длраке с коммунистами у Люксембургского сада. 7 мая Мадлен и Робер выступили в поддержку президента де Голля и правительства Жоржа Помпиду. Эту позицию отвергли непримиримые антиголлисты во главе с Асленом. Самые молодые «западники», особенно школьники, с 10-го на 11 мая участвовали в «Ночи баррикад». 30 мая Мадлен и его единомышленники участвовали в массовой голлистской демонстрации на Елисейских полях, которая переломила ход событий. Выработать общую линию движения не удалось.
Много лет спустя Жерар Лонге говорил, что «Запад» был движением антикоммунистическим, но не консервативным — к примеру, многие активисты были враждебны потребительству, приветствовали слом бытовых запретов, не имели ничего против сексуальной революции.
12 июня 1968 власти запретили несколько радикальных организаций, в основном левацкого толка. Министр юстиции Рене Капитан возражал против роспуска «Запада». Однако полицейская префектура Парижа настаивала на запрете. Дополнительные поводы представились в октябре. «Западники» совершили налёт на штаб-квартиру профсоюза преподавателей вузов, маоисты и анархисты бросили коктейли Молотова в кафе и библиотеку, где обычно собирались ультраправые, в ответ «западники» подожгли книжный магазин маоистов. 31 октября 1968 министр внутренних дел Раймон Марселлен издал распоряжение о роспуске движения «Запад». Основанием послужил закон 1936, направленный против военизированных ассоциаций, разжигающих ненависть и практикующих насилие.

## Эволюция лидеров
После запрета движение «Запад» переформировалось в сеть небольших ультраправых групп. Ален Робер и Хуг Леклер создали Группу объединённой обороны, которая впоследствии влилась в Новый порядок Жана-Франсуа Гальвера.
Ален Мадлен и Жерар Лонге примкнули к либеральному движению, стали сподвижниками Валери Жискар д’Эстена. Оба состояли в Национальной федерации независимых республиканцев, Республиканской партии, партии Либеральная демократия, Союзе за французскую демократию, впоследствии в неоголлистском Союзе за народное движение (СНД). Патрик Деведжян присоединился к голлистам, вступил в Союз демократов в поддержку республики, затем в Объединение в поддержку республики (ОПР) и СНД. Мадлен был министром промышленности и коммерции, экономики и финансов в правительствах Жака Ширака и Алена Жюппе; Лонге — министром промышленности и коммерции в правительстве Эдуара Балладюра, министром обороны в правительстве Франсуа Фийона; Деведжян — министром по делам восстановления в правительстве Франсуа Фийона и генеральным секретарём СНД.
Ален Робер участвовал в создании крайне правых формаций — Национального фронта Жан-Мари Ле Пена и Партии новых сил Паскаля Гошона. Затем тоже сблизился с либералами, организовывал охрану Жискар д’Эстена. С конца 1980-х сошёлся с голлистским функционером Шарлем Паскуа — состоял в ОПР, СНД, партии Республиканцы. Франсуа Дюпра был ведущим идеологом французского неофашизма, тесно сотрудничал с Ле Пеном, убит при невыясненных обстоятельствах.
В большинстве своём активисты «Запада» отошли от прежних ультраправых воззрений, стали системными правыми политиками, либералами либо консерваторами (подобно тому, как бунтари «Красного мая» впоследствии присоединялись к системной Соцпартии)). Сожалений об участии в «Западе» не высказывал никто. Ален Робер отмечал, что падение Берлинской стены доказало правоту антикоммунистической борьбы, которую они вели в молодости.